# إندي بونن
إندي بونن هو لاعب كرة قدم بلجيكي في مركز نصف الجناح، ولد في 4 يناير 1999 في بلجيكا. لعب مع رويال أندرلخت.

## وصلات خارجية
- إندي بونن على موقع قاعدة بيانات كرة القدم.إي يو (الإنجليزية)
- إندي بونن على موقع Soccerbase.com (لاعب) (الإنجليزية)
- إندي بونن على موقع Soccerway.com (الإنجليزية)
- إندي بونن على موقع عالم كرة القدم.نت (الإنجليزية)